# 사이먼 래틀
사이먼 래틀 경(영어: Sir Simon Rattle, OM, CBE, 1955년 1월 19일 ~ )은 영국의 오케스트라 지휘자이다.
리버풀에서 태어나 왕립음악원(RAM)에서 피아노와 지휘를 전공했으며, 옥스퍼드 대학교에서 영문학을 전공했다. 본머스 관현악단과 왕립 리버풀 필하모니 관현악단 부지휘자를 거쳐, 1980년 버밍엄 시립 교향악단 음악 감독으로 부임했다.
래틀은 버밍엄에서 뛰어난 실력을 발휘, 잘 알려지지 않았던 버밍엄 시립 교향악단을 영국의 대표적인 오케스트라로 발전시켰다. 특히 현대 음악과 말러의 교향곡에 대한 독특한 해석으로 눈길을 끌었다.
2002년 클라우디오 아바도의 후임으로 세계 최고의 오케스트라로 꼽히는 베를린 필하모니 관현악단의 수석지휘자 임기를 시작하였으며, 2010년 투표를 통해 임기가 2018년까지 연장되었다. 현재 베를린 필 에서의 성공적인 임기를 마치고 런던 심포니 오케스트라의 음악감독로 활동 중이다. 2023년부터는 런던 심포니 오케스트라의 음악감독 임기를 마치고, 그 직후 5년간 바이에른 방송 교향악단의 수석지휘자로 부임할 예정이다.

## 서훈
- 1987년 대영 제국 훈장 3등급(CBE)[1]
- 1994년 기사작위(Knight Bachelor) 서임[2]
- 2014년 메리트 훈장(OM)[3]